# Rønne
Pour les articles homonymes, voir Rønne (homonymie).
Rønne est une ville du Danemark, située sur la côte sud-ouest de l'île de Bornholm qui émerge au sud-ouest de la mer Baltique. Cette ancienne municipalité est aussi le chef-lieu de l'île.
La ville a une superficie de 29 km², et sa population totale est de 14 043 habitants en 2006.

## Histoire
Chef-lieu de l'amt et de l'île agricole de Bornholm, Rønne possède 5 345 habitants en 1870. Les pêcheries côtières sont actives, le commerce de grain dynamise aussi ce port. L'industrie se caractérise principalement par la poterie et l'horlogerie.

## Transports
L'aéroport de Bornholm est situé à 5 kilomètres du centre-ville. La ville est reliée par car ferry avec la Suède, la Sjaelland, l'Allemagne et la Pologne.

## Personnalités
- Mikkel Boe Følsgaard (1984), acteur danois né à Rønne
- Magnus Cort Nielsen (1993), cycliste danois né à Rønne

## Jumelage

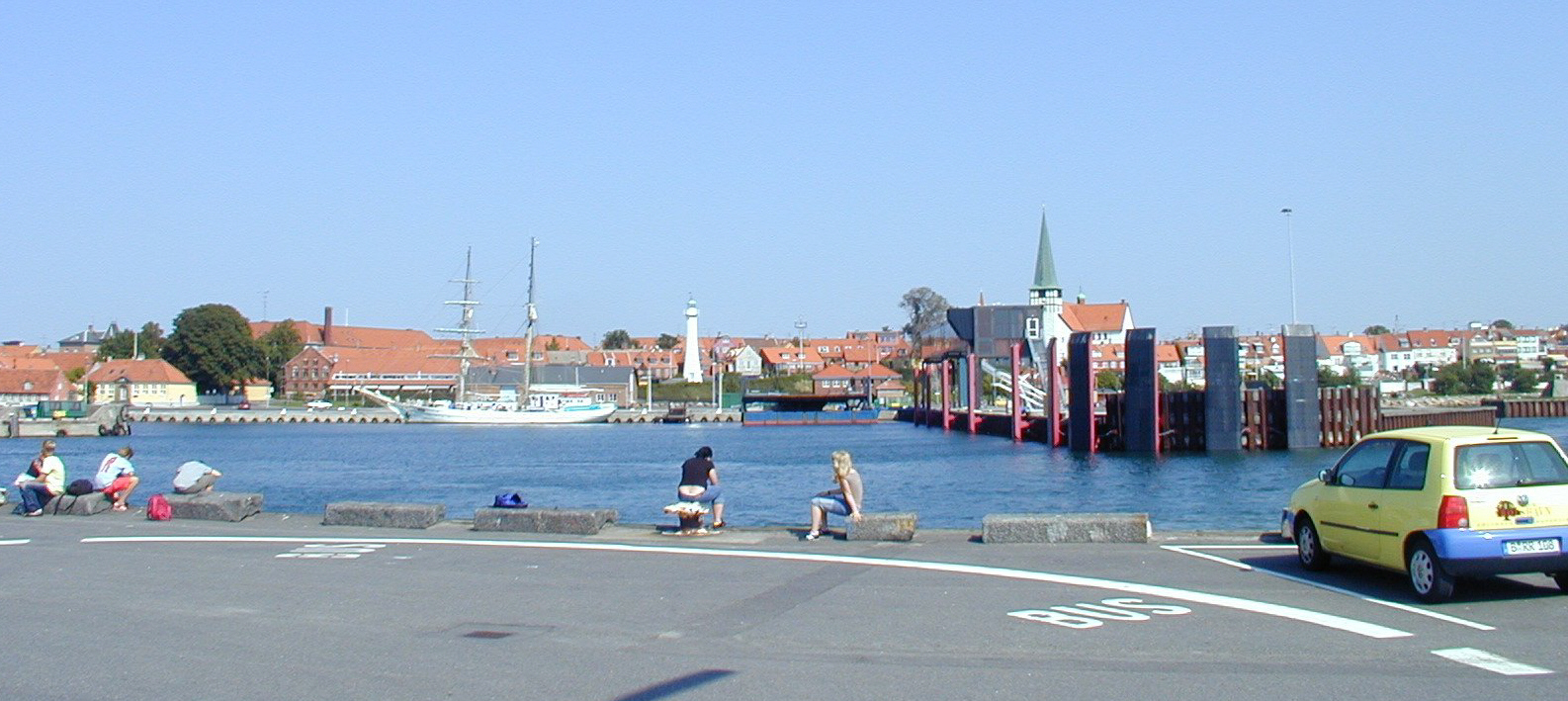
Le port de Rønne.

- Kuressaare (Estonie) depuis 1991 (3 octobre)